# Divisa Alegre
Divisa Alegre est une municipalité brésilienne de l'État du Minas Gerais et la microrégion de Salinas.